# 조경환 (배우)
조경환(趙卿煥, 1945년 3월 21일~2012년 10월 13일)은 대한민국의 배우이다. 1969년 연극배우 첫 데뷔하였고 같은 해 MBC 문화방송 1기 공채 탤런트로 정식 데뷔하였다. 2012년 10월 13일 간암으로 투병 중 향년 68세를 일기로 별세하였다.

## 학력
- 한양대학교 연극영화학과 학사

## 경력
- 1982년 서울시교육위원회 명예교사 임명
- 1997년 우석대학교 예체능학부 연극영화과 조교수
- 1997년 우석대학교 예체능학부 연극영화과 학과장
- 2000년 우석대학교 예체능대 공연예술학부 연극전공 조교수
- 2000년 국민영상엔젤클럽 회장

## 출연작

### TV 드라마
- 1971년 ~ 1989년 MBC 주간드라마 《수사반장》 ... 조 형사 역
- 1972년 MBC 일일연속극 《새엄마》 ... 효섭 역
- 1974년 MBC 일일연속사극 《갈대》
- 1975년 MBC 일일연속극 《신부일기》
- 1976년 MBC 일일연속극 《여고 동창생》 ... 홍풍선 역
- 1976년 MBC 창사특집극 《쇠랑산 처녀》
- 1976년 MBC 일일연속극 《꽃사슴》
- 1977년 MBC 일일연속사극 《타국》
- 1978년 MBC 8.15특집극 《뜨거운 손》
- 1978년 MBC 주말연속극 《바람은 불어도》
- 1979년 MBC 일일연속극 《하얀 민들레》
- 1979년 MBC 8.15특집극 《한국인》
- 1979년 MBC 새마을특집극 《홀로 서는 나무》
- 1980년 MBC 6.25 30돌특집 《아베의 가족》
- 1981년 ~ 1986년 MBC 어린이드라마 《호랑이 선생님》 ... 초등학교 교사 허봉수 역
- 1981년 MBC 주말연속극 《안녕하세요》 ... 장남 역
- 1981년 MBC 특별기획드라마 《제1공화국》 ... 동대문상인연합회 이정재 회장 역
- 1981년 MBC 주간연속극 《민족풍속도》
- 1982년 MBC 거부실록 《남강 이승훈》
- 1982년 MBC 일일연속극 《친구야 친구》
- 1983년 MBC 수목드라마 《야망의 25시》 ... 대우그룹 김우중 회장 역
- 1983년 MBC 주말연속극 《저 별은 나의 별》
- 1984년 MBC 대하드라마 《조선왕조 오백년 - 설중매》
- 1985년 MBC 대하드라마 《조선왕조 오백년 - 풍란》 ... 박원종 역
- 1986년 MBC 주말연속극 《풀잎마다 이슬》 ... 문경태 역
- 1987년 MBC 미니시리즈 《퇴역전선》
- 1988년 MBC 미니시리즈 《인간시장》 ... 신부 역
- 1988년 MBC 미니시리즈 《대검자》 ... 정도전 역
- 1989년 KBS2 미니시리즈 《무풍지대》 ... 이정재 역
- 1990년 MBC 대하드라마 《조선왕조 오백년 - 대원군》 ... 최한기 역
- 1990년 MBC 미니시리즈 《어둔 하늘 어둔 새》 ... 두보 역
- 1991년 MBC 대하드라마 《땅》 ... 강대식의 아들 장강 역
- 1991년 SBS 일요아침드라마 《사랑의 풍차》
- 1992년 KBS1 대하드라마 《삼국기》 ... 연개소문 역
- 1992년 MBC 미니시리즈 《행촌 아파트》 ... 봉호 역
- 1992년 MBC 미니시리즈 《억새 바람》 ... 정진국 역
- 1994년 MBC 주간연속극 《종합병원》 ... 한강병원 일반외과 스텝 응급의학과 과장 정도영 역
- 1994년 MBC 주말연속극 《여울목》 ... 나광수 역
- 1995년 SBS 광복 50주년 특별기획드라마 《모래시계》 ... 서울지검 검사장 역
- 1995년 SBS 창사 50주년 특별기획드라마 《코리아게이트》 ... 제4대 중앙정보부장 김형욱 역
- 1995년 KBS2 미니시리즈 《가면 속의 천사》 ... 이필성 회장 역
- 1996년 KBS2 주말연속극 《첫사랑》 ... 이효경 부친 프린스호텔 이재하 회장 역
- 1996년 MBC 미니시리즈 《그들의 포옹》 ... 장현조 역
- 1996년 SBS 청소년드라마 《성장느낌 18세》 ... 수학교사 '짜깁기' 선생 역
- 1996년 KBS2 드라마스페셜 《옛날에 이 길은》
- 1997년 KBS2 주말연속극 《웨딩드레스》
- 1997년 SBS 수목 특별기획드라마 《모델》
- 1997년 MBC 주말연속극 《예스터데이》 ... 이종문 역
- 1998년 SBS 창사 8주년 특별기획드라마 《백야 3.98》 ... 체첸 마피아 보스 유리 킴 역
- 1998년 KBS1 대하드라마 《왕과 비》 ... 김종서 역
- 1998년 MBC 특별기획드라마 《해바라기》 ... 신경외과 과장 서남준 역
- 1998년 SBS 특별기획드라마 《삼김시대》 ... 제4대 중앙정보부장 김형욱 역
- 1999년 MBC 창사 38주년 특별기획드라마 《허준》 ... 어의 양예수 역
- 2000년 MBC 주말연속극 《엄마야 누나야》 ... 장학수 역
- 2001년 MBC 월화드라마 《선희 진희》 ... 심성국 역
- 2001년 MBC 창사 40주년 특집드라마 《소풍》 ... 성훈 역
- 2002년 MBC 미니시리즈 《네 멋대로 해라》 ... 전낙관 역
- 2002년 KBS1 대하드라마 《제국의 아침》 ... 박술희 역
- 2002년 SBS 주말극장 《그 여자 사람잡네》 ... 오동추 역
- 2003년 SBS 대기획드라마 《올인》 ... 진희 부, 서승돈 역
- 2003년 MBC 창사 43주년 특별기획드라마 《대장금》 ... 오겸호 역
- 2003년 KBS1 일일연속극 《백만송이 장미》 ... 서동표 역
- 2003년 SBS 일일연속극 《연인》 ... 조태환 역
- 2004년 KBS1 대하드라마 《불멸의 이순신》 ... 남궁두 역
- 2004년 KBS2 아침연속극 《용서》 ... 정희만 역
- 2005년 MBC 수목 미니시리즈 《슬픈 연가》 ... 건우 부, 이강인 역
- 2006년 MBC 주말연속극 《누나》 ... 윤원준 (승주 부) 역
- 2007년 MBC 월화 특별기획드라마 《히트》 ... 경찰청장 정도만 치안총감 역
- 2007년 SBS 주말 특별기획드라마 《푸른 물고기》 ... 민 회장 역
- 2007년 MBC 창사 46주년 특별기획드라마 《이산》 ... 최석주 역
- 2008년 MBC 주말 특별기획드라마 《달콤한 인생》 ... 성구 부, 강 회장 역
- 2008년 MBC 수목 미니시리즈 《종합병원 2》 ... 성의대학병원 외과 과장 정도영 역
- 2010년 MBC 주말 특별기획드라마 《욕망의 불꽃》 ... 남영구 장군 역
- 2012년 tvN 일일연속극 《노란 복수초》 ... 하윤재 부, 하명국 회장 역 (특별출연)

### 영화
- 1996년 《본 투 킬》 ... 두목 역
- 1997년 《파트너》 ... 오 회장 역
- 2007년 《수》 ... 보스 송인 역

## 방송
- 1975년 MBC 《스타쇼》
- 1982년 MBC 《홈런출발 조경환입니다》 ... MC
- 1984년 MBC 《영 11》
- 1984년 MBC 《날아라 새들아》
- 1989년 KBS 《자니윤쇼》
- 1994년 KBS 《TV는 사랑을 싣고》
- 1997년 KBS 《서세원의 화요스페셜》
- 1997년 SBS 《좋은아침》
- 2007년 SBS 《일요일이 좋다 - 옛날TV》
- 2009년 KBS 《신동엽 신봉선의 샴페인》 - 애주가특집
- 2011년 KBS 《퀴즈쇼 사총사》
- 2011년 MBC 《추억이 빛나는 밤에》
- 2012년 MBC 《세바퀴》
- 2012년 JTBC 《닥터의 승부》
- 2015년 KBS 《시간을 달리는 TV》 - 명예의 전당

## CF
- 1979년 광동제약 훼미리쥬스 (故손창호와 공동출연)
- 1980년 BYC 6000번 내의
- 1981년 롯데웰푸드 롯데 만나 아이스
- 1982년 ~ 1991년 보령제약 겔포스 ("MBC 드라마 - 수사반장" 팀으로 출연)
- 1983년 삼양식품 중화우동면
- 1983년 동아연필 피노키오 그림 물감
- 1984년 건풍제약 올시펜
- 1985년 동화약품 화이투벤
- 1985년 ~ 1986년 유한양행(유한스미스클라인) 젠텔
- 1985년 일양약품 노이겔 ("MBC 드라마 - 수사반장" 팀으로 출연)
- 1985년 대상주식회사 화영 쌀식초 ("MBC 드라마 - 수사반장" 팀으로 출연)
- 1986년 일양약품 노루모 ("MBC 드라마 - 수사반장" 팀으로 출연)
- 1989년 계몽사 계몽회원&종로회원
- 1989년 LG생명과학 (안진제약) 복합CPX
- 1994년 덕산센트랄제약 디제론
- 1998년 우석대학교
- 2012년 멘토스탁론

## 수상
- 1981년 MBC 방송연기상 최우수연기상 《호랑이 선생님》
- 1989년 MBC 연기대상 공로상
- 2012년 MBC 연기대상 공로상

## 일화
조경환은 수사반장에서 장기간 경찰관으로 열연한 결과 경찰청에서 그를 명예경위로 임관시켰다.
조경환은 별세하기 넉달전 MBC《세바퀴》, JTBC《닥터의 승부》에 출연해 “제주도에 갔다가 아침에 해장하러 갔다. 가볍게 맥주 1병으로 시작한 술이 점점 늘어 결국 소주 52병이 됐다”고 말했다.
이어 “나와 함께 술을 마신 사람이 조승우의 아버지 조경수였다. 술을 마시다보니 결국 그 날의 마지막 비행기로 일정을 미뤄 겨우 서울로 올 수 있었다”고 말했다.
《세바퀴》에도 출연한 조경환은 “맨날 예능에서 술 생각이나서  지겹다”고 고개를 저었다.그러자 지상렬은 “(선배님과) 실제 술자리를 한 적이 있었는데, 음주 후 기절하긴 처음이었다. 간으로 돌려막기 할 수 있는 분은 처음이었다. 소처럼 위가 세 개는 있는 것 같다”고 조경환의 주량을 폭로했다.